# Vojenská záložní nemocnice v Jílovém u Prahy
Vojenská záložní nemocnice v Jílovém u Prahy je bývalá nemocnice, která stojí v severní části města Jílové u Prahy uprostřed vilové čtvrti poblíž příjezdové cesty od Prahy. Nemocnice byla více než patnáct let udržována ve výborném stavu. V roce 1986 byl objekt vyklizen a zamčen. 

## Historie
Nemocnice postavená v letech 1964–1968 byla vybavena veškerým potřebným lékařským vybavením připraveným pro krizový scénář v případě nutnosti. Měla několik chirurgických sálů pro případ války a následné péče o raněné. Pro veřejnost byla přísně tajena; těchto objektů se na území České republiky nacházelo dvanáct.
Jako nemocnice nebyla nikdy využita, neoperovalo se zde a nesloužila ani jako poliklinika pro běžné pacienty. Roku 2006 ji Ministerstvo zdravotnictví převedlo do správy pražské Nemocnice Na Homolce. O dva roky později se zde mělo vybudovat muzeum zdravotnické techniky a až do roku 2010 zde byly uskladněny historické sanitní vozy.
Od roku 2017 je objekt v soukromých rukou a je připravována částečná demolice s rekonstrukcí.
Podobně zaměřené nemocnice byly v Holicích, Hředlích, Kaznějově, Mlékovicích, Ujkovicích a Zábřehu.